# Општина Меоки (Чивава)
Меоки (шп. Meoqui) општина је у Мексику у савезној држави Чивава. Општина се налази на надморској висини од 1150 м.

## Становништво
Према подацима из 2010. у општини је живело 43833 становника.

### Хронологија
| Година       | 2000                  | 2005                  | 2010                  |
| ------------ | --------------------- | --------------------- | --------------------- |
| Становништво | 40018 (19928 / 20090) | 41389 (20564 / 20825) | 43833 (21930 / 21903) |

### Попис
| \| \| м \| \| \| ж \| \| 0—2 \| 1.272 \| \| \| 1.146 \| \| 3—5 \| 1.361 \| \| \| 1.262 \| \| 6—11 \| 2.720 \| \| \| 2.656 \| \| 12—14 \| 1.253 \| \| \| 1.251 \| \| 15—17 \| 1.276 \| \| \| 1.288 \| \| 18—24 \| 2.638 \| \| \| 2.707 \| \| 60+ \| 2.452 \| \| \| 2.411 \| \| Просек : \| 29,4 \| \| \| 29,8 \| |       |  |  |       |
| |       |  |  |       |
| | м     |  |  | ж     |
| 0—2 | 1.272 |  |  | 1.146 |
| 3—5 | 1.361 |  |  | 1.262 |
| 6—11 | 2.720 |  |  | 2.656 |
| 12—14 | 1.253 |  |  | 1.251 |
| 15—17 | 1.276 |  |  | 1.288 |
| 18—24 | 2.638 |  |  | 2.707 |
| 60+ | 2.452 |  |  | 2.411 |
| Просек : | 29,4  |  |  | 29,8  |

| #   | Индикатор                                                                                        | Вредност |
| --- | ------------------------------------------------------------------------------------------------ | -------- |
| 1   | Становништво од 0 до 2 године                                                                    | 2418     |
| 2   | Мушко становништво од 0 до 2 године                                                              | 1272     |
| 3   | Женско становништво од 0 до 2 године                                                             | 1146     |
| 4   | Становништво са 3 и више година                                                                  | 41310    |
| 5   | Мушко становништво са 3 и више година                                                            | 20608    |
| 6   | Женско становништво са 3 и више година                                                           | 20702    |
| 7   | Становништво са 5 и више година                                                                  | 39552    |
| 8   | Мушко становништво са 5 и више година                                                            | 19693    |
| 9   | Женско становништво са 5 и више година                                                           | 19859    |
| 10  | Становништво са 12 и више година                                                                 | 33311    |
| 11  | Мушко становништво са 12 и више година                                                           | 16527    |
| 12  | Женско становништво са 12 и више година                                                          | 16784    |
| 13  | Становништво са 15 и више година                                                                 | 30807    |
| 14  | Мушко становништво са 15 и више година                                                           | 15274    |
| 15  | Женско становништво са 15 и више година                                                          | 15533    |
| 16  | Становништво са 18 и више година                                                                 | 28243    |
| 17  | Мушко становништво са 18 и више година                                                           | 13998    |
| 18  | Женско становништво са 18 и више година                                                          | 14245    |
| 19  | Становништво од 3 до 5 година                                                                    | 2623     |
| 20  | Мушко становништво од 3 до 5 година                                                              | 1361     |
| 21  | Женско становништво од 3 до 5 година                                                             | 1262     |
| 22  | Становништво од 6 до 11 година                                                                   | 5376     |
| 23  | Мушко становништво од 6 до 11 година                                                             | 2720     |
| 24  | Женско становништво од 6 до 11 година                                                            | 2656     |
| 25  | Становништво од 8 до 14 година                                                                   | 6142     |
| 26  | Мушко становништво од 8 до 14 година                                                             | 3098     |
| 27  | Женско становништво од 8 до 14 година                                                            | 3044     |
| 28  | Становништво од 12 до 14 година                                                                  | 2504     |
| 29  | Мушко становништво од 12 до 14 година                                                            | 1253     |
| 30  | Женско становништво од 12 до 14 година                                                           | 1251     |
| 31  | Становништво од 15 до 17 година                                                                  | 2564     |
| 32  | Мушко становништво од 15 до 17 година                                                            | 1276     |
| 33  | Женско становништво од 15 до 17 година                                                           | 1288     |
| 34  | Становништво од 18 до 24 године                                                                  | 5345     |
| 35  | Мушко становништво од 18 до 24 године                                                            | 2638     |
| 36  | Женско становништво од 18 до 24 године                                                           | 2707     |
| 37  | Женско становништво од 15 до 49 година                                                           | 11350    |
| 38  | Становништво са 60 и више година                                                                 | 4863     |
| 39  | Мушко становништво са 60 и више година                                                           | 2452     |
| 40  | Женско становништво са 60 и више година                                                          | 2411     |
| 41  | Однос између мушкараца и жена                                                                    | 100.12   |
| 42  | Становништво од нуле до 14 година                                                                | 12921    |
| 43  | Становништво од 15 до 64 године                                                                  | 27367    |
| 44  | Становништво од 65 година и више                                                                 | 3440     |
| 45  | Просечан број деце                                                                               | 2.55     |
| 46  | Становништво рођено у ентитету                                                                   | 39832    |
| 47  | Мушко становништво рођено у ентитету                                                             | 19951    |
| 48  | Женско становништво рођено у ентитету                                                            | 19881    |
| 49  | Становништво рођено у другом ентитету                                                            | 2994     |
| 50  | Мушко становништво рођено у другом ентитету                                                      | 1490     |
| 51  | Женско становништво рођено у другом ентитету                                                     | 1504     |
| 52  | Становништво од 5 година и више резидентно у ентитету у јуну 2005. године                        | 37911    |
| 53  | Мушко становништво старосног доба од 5 година и више, резидентно у ентитету у јуну 2005. године  | 18774    |
| 54  | Женско становништво старосног доба од 5 и више година, резидентно у ентитету у јуну 2005. године | 19137    |
| 55  | Становништво од 5 година и више које је живело у другом ентитету у јуну 2005. године             | 414      |
| 56  | Мушко становништво старије од 5 година које је живело у другом ентитету у јуну 2005. године      | 216      |
| 57  | Женско становништво старије од 5 година које је живело у другом ентитету у јуну 2005. године     | 198      |
| 58  | Становништво од 3 године и више које говори аутохтони језик                                      | 449      |
| 59  | Мушко становништво старо 3 године и више које говори аутохтони језик                             | 227      |
| 60  | Женско становништво старо 3 године и више које говори аутохтони језик                            | 222      |
| 61  | Становништво од 3 године и више које говори аутохтони језик и не говори шпански језик            | 27       |
| 62  | Мушко становништво старо 3 године и више које говори аутохтони језик и не говори шпански         | 11       |
| 63  | Женско становништво старо 3 године и више које говори аутохтони језик и не говори шпански језик  | 16       |
| 64  | Становништво старо 3 године и више које говори аутохтони језик и шпански                         | 344      |
| 65  | Мушко становништво старо 3 године и више које говори аутохтони језик и шпански                   | 178      |
| 66  | Женско становништво старо 3 године и више које говори аутохтони језик и шпански                  | 166      |
| 67  | Становништво од 5 година и више које говори аутохтони језик                                      | 420      |
| 68  | Становништво од 5 година и више које говори аутохтони језик и не говори шпански језик            | 20       |
| 69  | Становништво од 5 година и више које говори аутохтони језик и говори шпански језик               | 324      |
| 70  | Становништво у домородачким домаћинствима                                                        | 713      |
| 71  | Становништво са ограничењима у активностима                                                      | 2173     |
| 72  | Становништво са ограниченим ходањем или кретањем, горе или доле                                  | 1391     |
| 73  | Становници са ограничењима вида, чак и уз кориштење сочива                                       | 527      |
| 74  | Становништво са ограничењима говора, комуникације или конверзације                               | 154      |
| 75  | Становништво са ограниченим слухом                                                               | 178      |
| 76  | Становништво са ограничењима при одевању, купању или јелу                                        | 106      |
| 77  | Становништво са ограничењима у опажању или учењу једноставних ствари                             | 71       |
| 78  | Становништво са менталним ограничењима                                                           | 210      |
| 79  | Становништво без ограничења активности                                                           | 41354    |
| 80  | Становништво од 3 до 5 година које не похађа школу                                               | 1370     |
| 81  | Мушко становништво од 3 до 5 година које не похађа школу                                         | 710      |
| 82  | Женско становништво од 3 до 5 година које не похађа школу                                        | 660      |
| 83  | Становништво од 6 до 11 година које не похађа школу                                              | 197      |
| 84  | Мушко становништво од 6 до 11 година које не похађа школу                                        | 110      |
| 85  | Женско становништво од 6 до 11 година које не похађа школу                                       | 87       |
| 86  | Становништво од 12 до 14 година које не похађа школу                                             | 314      |
| 87  | Мушко становништво од 12 до 14 година које не похађа школу                                       | 156      |
| 88  | Женско становништво од 12 до 14 година које не похађа школу                                      | 158      |
| 89  | Становништво од 15 до 17 година похађа школу                                                     | 1553     |
| 90  | Мушко становништво од 15 до 17 година похађа школу                                               | 748      |
| 91  | Женско становништво између 15 и 17 година живота у школи                                         | 805      |
| 92  | Становништво од 18 до 24 године похађа школу                                                     | 1215     |
| 93  | Мушко становништво од 18 до 24 године похађа школу                                               | 604      |
| 94  | Женско становништво од 18 до 24 године похађа школу                                              | 611      |
| 95  | Становништво од 8 до 14 година које не може да чита и пише                                       | 155      |
| 96  | Мушко становништво старосног доба од 8 до 14 година које не може да чита и пише                  | 85       |
| 97  | Женско становништво старосног доби од 8 до 14 година које не може да чита и пише                 | 70       |
| 98  | Становништво од 15 година и више које је неписмено                                               | 1213     |
| 99  | Мушко становништво од 15 година и више које је неписмено                                         | 677      |
| 100 | Женско становништво од 15 година и више које је неписмено                                        | 536      |
| 101 | Становништво старо 15 и више година без школовања                                                | 1497     |
| 102 | Мушко становништво старо 15 и више година без школовања                                          | 812      |
| 103 | Женско становништво старо 15 и више година без школовања                                         | 685      |
| 104 | Становништво старосног доба 15 и више година са непотпуним основним образовањем                  | 5526     |
| 105 | Мушко становништво старосног доба од 15 година и више са непотпуном основним образовањем         | 3003     |
| 106 | Женско становништво старосног доба 15 и више година са непотпуном основним образовањем           | 2523     |
| 107 | Становништво старо 15 и више година са комплетним основним образовањем                           | 6897     |
| 108 | Мушко становништво старо 15 година и више са комплетним основним образовањем                     | 3394     |
| 109 | Женско становништво старо 15 и више година са комплетним основним образовањем                    | 3503     |
| 110 | Становништво старосног доба 15 и више година са непотпуним средњим образовањем                   | 1737     |
| 111 | Мушко становништво старосног доба од 15 година и више са непотпуним средњим образовањем          | 929      |
| 112 | Женско становништво старосног доба од 15 година и више са непотпуним средњим образовањем         | 808      |
| 113 | Становништво старо 15 и више година са пуним секундарном образовањем                             | 6347     |
| 114 | Мушко становништво старосног доба од 15 година и више са пуним секундарном образовањем           | 2920     |
| 115 | Женско становништво старосног доба од 15 година и више са пуним секундарном образовањем          | 3427     |
| 116 | Становништво старије од 18 година са постосновним образовањем                                    | 7195     |
| 117 | Мушко становништво старије од 18 година са постосновним образовањем                              | 3540     |
| 118 | Женско становништво старије од 18 година са постосновним образовањем                             | 3655     |
| 119 | Просечна оцена школовања                                                                         | 7.79     |
| 120 | Просечан ниво образовања мушке популације                                                        | 7.66     |
| 121 | Просечан ниво образовања женског становништва                                                    | 7.93     |
| 122 | Економски активно становништво                                                                   | 18170    |
| 123 | Економски активна мушка популација                                                               | 12310    |
| 124 | Економски активна женска популација                                                              | 5860     |
| 125 | Становништво које није економски активно                                                         | 14916    |
| 126 | Мушко становништво које није економски активно                                                   | 4066     |
| 127 | Женско становништво које није економски активно                                                  | 10850    |
| 128 | Запослено становништво                                                                           | 17654    |
| 129 | Запослено мушко становништво                                                                     | 11933    |
| 130 | Запослено женско становништво                                                                    | 5721     |
| 131 | Незапослена популација                                                                           | 516      |
| 132 | Незапослена мушка популација                                                                     | 377      |
| 133 | Незапослена женска популација                                                                    | 139      |
| 134 | Становништво без права на здравствене услуге                                                     | 10621    |
| 135 | Становништво које има право на здравствене услуге                                                | 33063    |
| 136 | Становништво које има право на ИМСС                                                              | 20851    |
| 137 | Становништво које има право на социјално осигурање                                               | 1646     |
| 138 | Становништво које има право на државно социјално осигурање                                       | 168      |
| 139 | Становништво које има право на опште осигурање или здравствено осигурање за нову генерацију      | 8912     |
| 140 | Становништво које је било једном или није било у браку током 12 година и више                    | 10425    |
| 141 | Венчано или уједињено становништво од 12 година и више                                           | 19313    |
| 142 | Становништво које је било у браку или уједињено 12 година и више                                 | 3512     |
| 143 | Становништво са католичком религијом                                                             | 37457    |
| 144 | Протестанти, еванђелисти и библијски следбеници различити од еванђелиста                         | 3663     |
| 145 | Становништво са другим религијама различитим од претходних                                       | 1        |
| 146 | Становништво без религије                                                                        | 2249     |
| 147 | Укупно пописаних домаћинства                                                                     | 12247    |
| 148 | Пописна домаћинства на челу са мушкарцима                                                        | 9400     |
| 149 | Пописна домаћинства на челу са женама                                                            | 2847     |
| 150 | Становништво у пописним домаћинствима                                                            | 43688    |
| 151 | Становништво у пописним домаћинствима на челу са мушкарцима                                      | 34789    |
| 152 | Становништво у пописним домаћинствима на челу са женама                                          | 8899     |
| 153 | Укупно домаћинстава                                                                              | 15164    |
| 154 | Укупно насељених домаћинстава                                                                    | 12279    |
| 155 | Укупно приватних кућа                                                                            | 15132    |
| 156 | Насељени приватни домови                                                                         | 12247    |
| 157 | Укупно насељених приватних кућа                                                                  | 12275    |
| 158 | Ненасељене приватне куће                                                                         | 2184     |
| 159 | Појединачна домаћинства за привремену употребу                                                   | 701      |
| 160 | Становници у насељеним приватним кућама                                                          | 43688    |
| 161 | Насељеност станара у приватним становима                                                         | 3.57     |
| 162 | Просечно становника по соби у приватним насељеним домаћинствима                                  | 0.91     |
| 163 | Појединачна домаћинства са подовима од различитих материјала од земље                            | 12047    |
| 164 | Појединачна домаћинства у приземљу                                                               | 143      |
| 165 | Појединачна домаћинства са једном спаваћом собом                                                 | 3925     |
| 166 | Појединачна домаћинства са две спаваће собе и више                                               | 8275     |
| 167 | Појединачна домаћинства са једним собом                                                          | 639      |
| 168 | Појединачна домаћинства са две собе                                                              | 1509     |
| 169 | Појединачна домаћинства са 3 собе и више                                                         | 10033    |
| 170 | Појединачна домаћинства која имају електрично светло                                             | 12137    |
| 171 | Појединачна домаћинства која немају електрично светло                                            | 79       |
| 172 | Појединачна домаћинства која имају водоводну воду у стамбеном простору                           | 12036    |
| 173 | Појединачна домаћинства која немају водоводну воду у стамбеном простору                          | 159      |
| 174 | Појединачна домаћинства која имају тоалет                                                        | 11925    |
| 175 | Појединачна домаћинства која имају канализацију                                                  | 11901    |
| 176 | Појединачна домаћинства која немају канализацију                                                 | 265      |
| 177 | Појединачна домаћинства која имају електрично светло, довод воде из јавне мреже и канализацију   | 11775    |
| 178 | Појединачна домаћинства без икаквих услова                                                       | 60       |
| 179 | Појединачна домаћинства која имају радио                                                         | 10562    |
| 180 | Појединачна домаћинства која имају телевизор                                                     | 11828    |
| 181 | Појединачна домаћинства која имају фрижидер                                                      | 11677    |
| 182 | Појединачна домаћинства која имају машину за веш                                                 | 10760    |
| 183 | Појединачна домаћинства која имају аутомобил или комби                                           | 8303     |
| 184 | Појединачна домаћинства која имају рачунар                                                       | 3042     |
| 185 | Појединачна домаћинства која имају фиксну телефонску линију                                      | 3763     |
| 186 | Појединачна домаћинства која имају мобилни телефон                                               | 9659     |
| 187 | Појединачна домаћинства која имају приступ интернету                                             | 1422     |